# Roberto Aguirre-Sacasa
Roberto Aguirre-Sacasa (født 1973) er en amerikansk dramatiker, manuskriptforfatter og tegneserieforfatter bedst kendt for sit arbejde for Marvel Comics og for tv-serien Glee og Big Love. Han er Chief Creative Officer i Archie Comics.

## Opvækst
Roberto Aguirre-Sacasa blev født i Washington DC, søn af en fremtrædende nicaraguanske diplomat, og er opvokset i både USA og Nicaragua. Han fik sin bachelor-grad på Georgetown University, hvor han studerede dramatik under Donn B. Murphy. modtog en kandidatgrad i engelsk litteratur fra McGill University, og uddannet fra Yale School of Drama i 2003.